# HD 135345
HD 135345，又名CD-41 9682，SAO 225600、HR 5667，是一颗恒星，视星等为5.16，位于銀經329.98，銀緯13.66，其B1900.0坐标为赤經15h 9m 29.1s，赤緯-41° 13.66′ 11″。